# 嶽山 (京都府)
嶽山（だけやま）は、京都府相楽郡精華町にある標高259.5mの山である。

## 概要
京都府南部の精華町東畑、京田辺市打田との境界にある精華町最高峰の山。かつて陸の孤島であった東畑は、嶽山を源とする僻地にある。